# Paule Domingue
Paule Domingue (* 1969) ist eine ehemalige seychellische Schachspielerin, -schiedsrichterin und -funktionärin.

## Leben
Sie erlernte das Schachspiel 1985 von Freunden, als sie den verpflichtenden National Youth Service ableistete. Während der folgenden Jahre vertrat sie ihr Land bei fünf Schacholympiaden – 1986 in Dubai, 1988 in Thessaloniki, 1992 in Manila, 1994 in Moskau und 1996 in Jerewan. Dabei spielte sie insgesamt 63 Partien (+7 =11 −45). Seitens des Weltschachverbandes FIDE ist sie seit 1990 als Internationale Schiedsrichterin (en.: International Arbiter; IA) registriert, was die höchstmögliche Stufe der Schiedsrichterausbildung darstellt.
Anschließend amtierte Domingue zunächst als Generalsekretärin der Seychelles Chess Federation, ehe sie 1999 zur Präsidentin des Verbandes gewählt wurde. Diese Position hatte sie bis mindestens Oktober 2005 inne. Darüber hinaus war sie seit 2001 Mitglied im Exekutivkomitee des Seychelles National Olympic Committee. Momentan (Stand: April 2021) arbeitet sie als Versicherungsvertreterin für die Sacos Insurance Group.